# チャールズ・スタッド
チャールズ・トーマス・スタッド（Charles Thomas Studd、1858年 - 1931年）は、イギリスの宣教師であり、世界福音伝道団の創設者。
スタッドは1858年にイギリスのテッドワースの裕福な家に生まれた。父親はインドで農園経営者として財産を築いた富豪である。競走馬を所有して、競馬に熱中していたが、ドワイト・ライマン・ムーディーの説教により回心する。
競走馬を売り、自分の家で伝道集会を開くようになった。回心の2年後に亡くなる。
スタッドはイートン校からケンブリッジ大学に進み、傑出したクリケット選手として活躍したが、ムーディーの集会で、自分の生涯を世界宣教に捧げる決心をし、表明した。スタッドの表明に加えて、6名のケンブリッジの学生が世界宣教の決意をした。彼らは、ケンブリッジ・セブンと呼ばれた。この七人はハドソン・テーラーの設立した中国内地伝道会により中国へ渡り伝道活動を行った。
中国へ着いてすぐに、ブリシラ・スチュワードと出会い結婚し、中国滞在中に4女をもうける。最初の5年は何も成果もなかったが、ブリシラは女性の間に、スタッドはアヘン中毒者の間に活動を広げた。
1894年に健康を害して、イギリスへ帰国する。その後、6年間「国外宣教のための学生ボランティア運動」のためにイギリスとアメリカの各地を巡り、アピール活動を行った。
その後、スタッドはインド帝国に行き6年間伝道したが、健康を害してイギリスへ帰国した。その時、中央アフリカの食人族への
宣教の召命が与えられる。
妻ブリシラの反対を押し切って、アフリカへ視察旅行をし、1913年に"The Heart of Africa Mission"(後の、世界福音伝道団)を立ち上げる。義理の息子のアルフレッド・バックストンを協力者として中央アフリカのベルギー領コンゴに出発する。さらに、義理の息子ノーマン・クラブも加わった。
スタッドはアフリカの宣教のためにすべてを犠牲し、休暇をとらず一日18時間働き、ヨーロッパ風の生活様式を拒否しアフリカ風で生活することを他の宣教師にも求めた。その結果他の宣教師との軋轢、本国理事会との対立を生んだ。
過労により健康を害し、モルヒネを使用して働き続け、1931年に死去した。